# Пфаффенхофен (Вюртемберг)
Пфаффенхофен (нем. Pfaffenhofen) — община в Германии, в земле Баден-Вюртемберг.
Подчиняется административному округу Штутгарт. Входит в состав района Хайльбронн. Подчиняется управлению «Оберес Цабергой». Население составляет 2396 человек (на 31 декабря 2010 года). Занимает площадь 12,10 км².
Коммуна подразделяется на 2 сельских округа.

Пфаффенхофен (Вюртемберг)
Пфаффенхофен (Вюртемберг)